# Staustufe Fankel
Die Staustufe Fankel an der Mosel bei Bruttig-Fankel ist mit einem Sektorwehr, zwei Schleusen für Großmotorgüterschiffe, einer Bootsschleuse, einem Wasserkraftwerk und einer Fischtreppe ausgestattet. Die Staustufe wurde 1964 im Zuge der Moselkanalisierung fertiggestellt, daneben befindet sich die Zentralwarte Fankel der RWE Power AG, von der aus alle Staustufen und Wasserkraftwerke entlang von Mosel und Saar gesteuert werden.

## Zentralwarte Fankel
Die Zentralwarte der RWE Power AG, die sich direkt neben der Staustufe Fankel auf westlichem Moselufer nahe der Ortschaft Ellenz befindet, hat die Aufgabe, alle Wasserkraftwerke entlang von Mosel und Saar zu überwachen. Die Regelung des Staupegels erfolgt dabei vollautomatisch.
Die Leistung wird bestimmt von der Wassermenge und der Fallhöhe. Bei einer Wassermenge von 400 m³/s können die Kaplan-Turbinen der einzelnen Wasserkraftwerke ihre maximal mögliche elektrische Leistung erzeugen. Ist die Wassermenge höher, wird der Staupegel durch Wasserabfluss über die Wehre geregelt. Hochwasser führt zu einer Abschaltung der Wasserkraftwerke, da dabei das notwendige Gefälle verloren geht.
Die zehn deutschen Mosel-Wasserkraftwerke werden von RWE betrieben und verfügen insgesamt über eine Leistung von 180 Megawatt. Die jährliche deutsche Gesamtleistung beträgt 800 Mio. kWh, genug elektrische Energie für 250.000 Haushalte. Wegen geringeren Wassermengen haben die luxemburgischen und französischen Wasserkraftwerke eine niedrigere Leistung, diese Kraftwerke werden von der Société électrique de l’Our betrieben, an der die RWE und der Staat Luxemburg mit jeweils 40,3 % beteiligt sind. Alle 17 Wasserkraftwerke entlang der Mosel haben eine Gesamtleistung von 209 Megawatt.
In dem Gebäude ist auch die Moselwasser-Untersuchungsstation Fankel für das Gewässermonitoring von Mosel und Saar untergebracht. Zur Überwachung der Gewässergüte und Umsetzung der EU-Wasserrahmenrichtlinie ist diese auch eine Probenahmestelle des Messprogramms der Internationalen Kommissionen zum Schutz der Mosel und der Saar (IKSMS).

## Technische Daten

### Staustufe
Die Staustufe liegt bei Moselkilometer 59,38 auf einer Höhe von 86,20 m über Normalnull. Die Fallhöhe am Sektorwehr bei Mittelwasser beträgt 7,00 m.

### Schleuse
In der Staustufe befanden sich anfangs zwei Schleusenkammern. Die alte Hauptschleuse kann von Großmotorgüterschiffen bis zu einer Länge von 135 m und Schubverbänden bis zu einer Länge von 172,10 m bei einer Breite von 11,60 m befahren werden. Daneben gibt es noch eine kleinere Schleuse für Sportboote.
Da sich das Transportaufkommen auf der Mosel stetig erhöhte, kam es vor den Schleusen zu erheblichen Wartezeiten. Deshalb wurde der Bau einer zweiten großen Schleusenkammer für die einzelnen Staustufen entlang der deutschen Mosel vorgesehen. Die Kammergrößen tragen dabei dem Trend zu größeren Schiffen Rechnung. Bereits 2003 begann man mit dem Bau einer weiteren Schleuse in Zeltingen. Von 2006 bis 2011 wurde die Schleuse Fankel durch eine zweite Kammer für Großmotorgüterschiffe mit einer Größe von 210 m × 12,5 m erweitert. Die Baukosten betrugen rund 45 Mio. Euro. Die neue Schleusenkammer wurde auf der der kleinen Schleuse abgewandten Seite der alten Großschleuse gebaut, dadurch blieb die kleine erhalten.

### Wasserkraftwerk
Das 1965 in Betrieb genommene Laufwasserkraftwerk mit vier Rohrturbinen kann bei einer Wassermenge von 400 m³/s bis zu 16,4 Megawatt elektrische Leistung erzeugen. Damit werden jährlich 75 Mio. kWh Strom erzeugt, ausreichend für 20.000 Haushalte. Gesteuert wird das Wasserkraftwerk von der Zentralwarte der RWE Power AG, die sich neben dieser Staustufe befindet. Das Wasserkraftwerk erfuhr 2001 eine Generalüberholung.

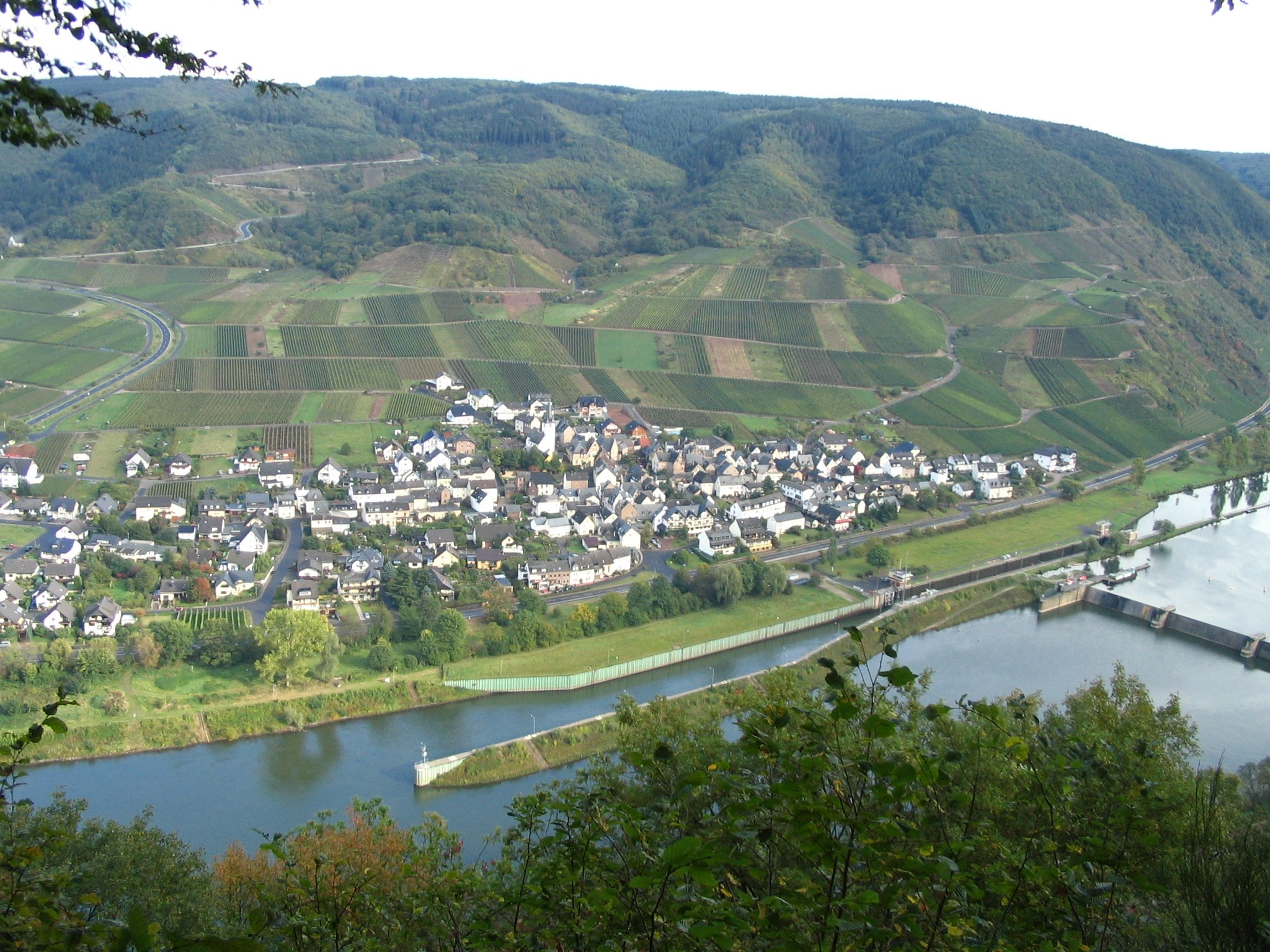
Die Moselschleuse Fankel 2005 vor Bau der dritten Schleusenkammer
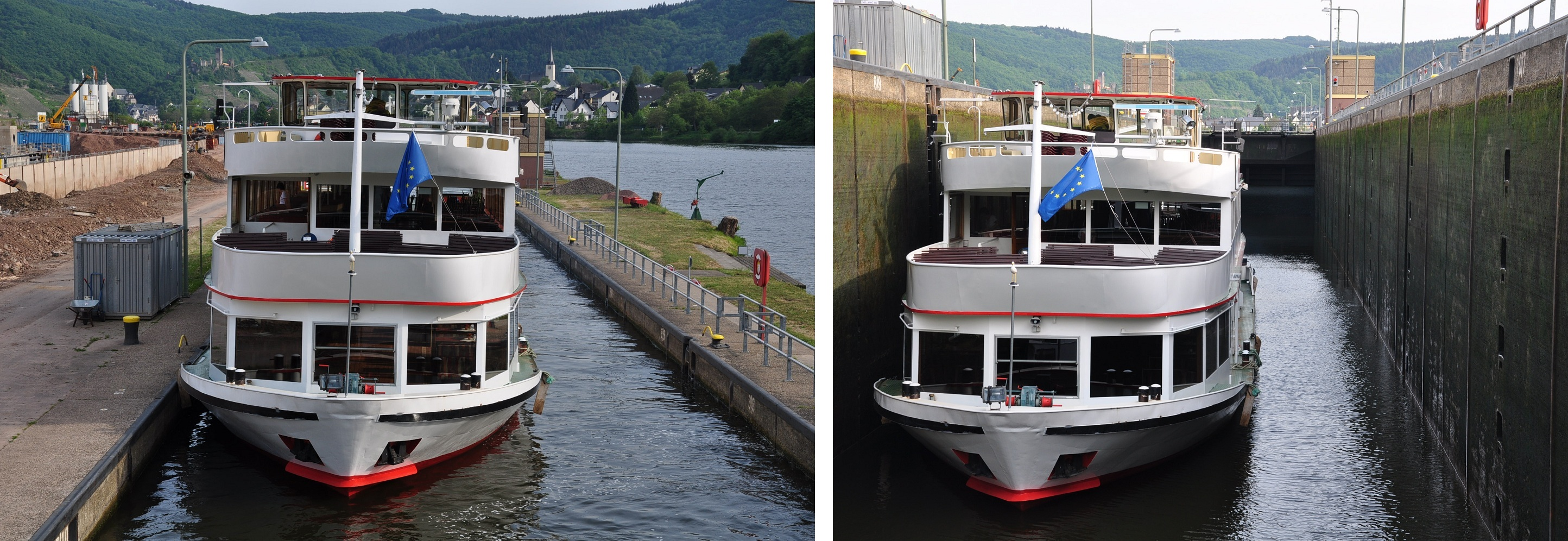
Die Fallhöhe der Staustufe Fankel beträgt 7 m
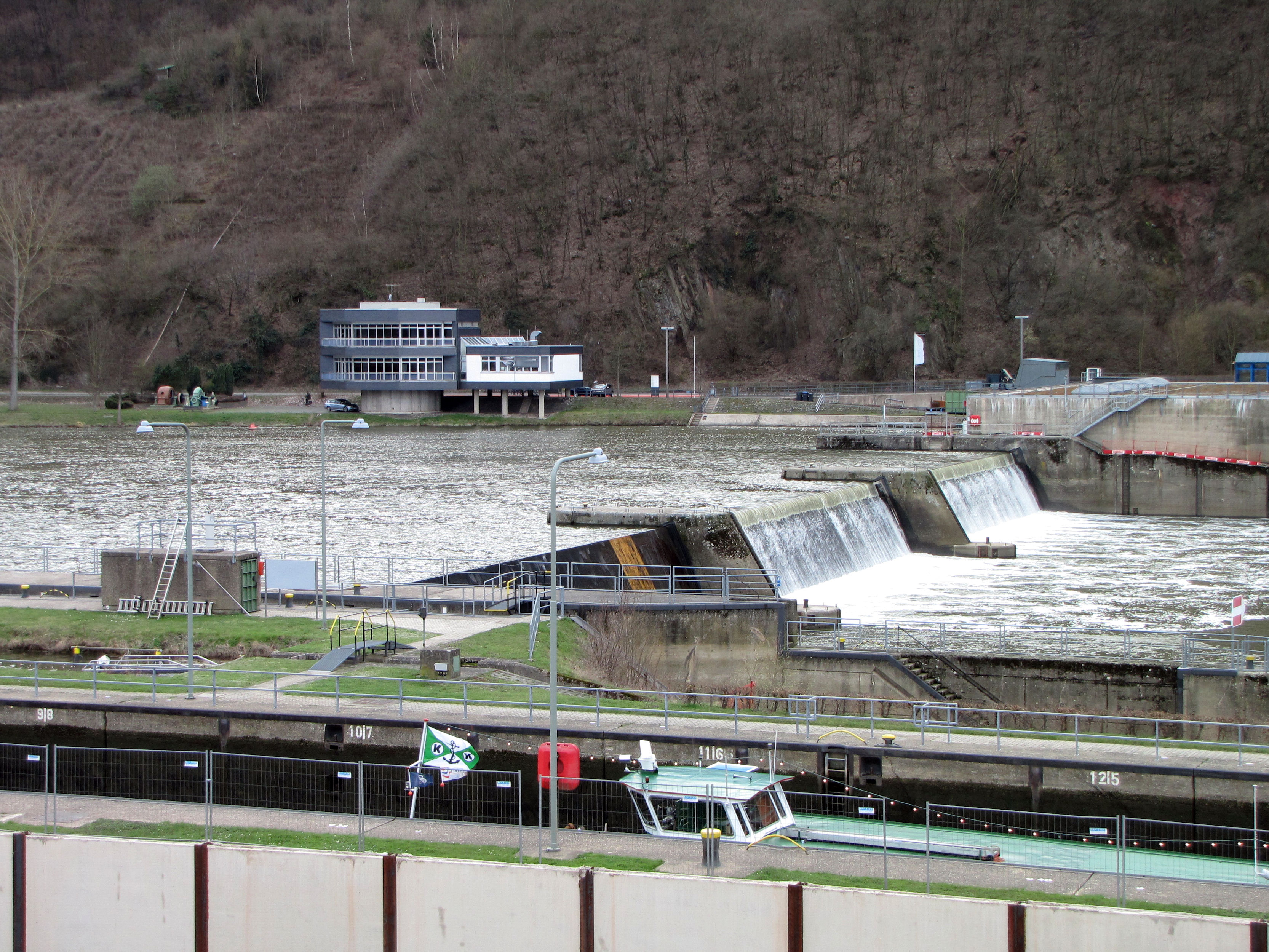
Stauwehr und Zentralwarte
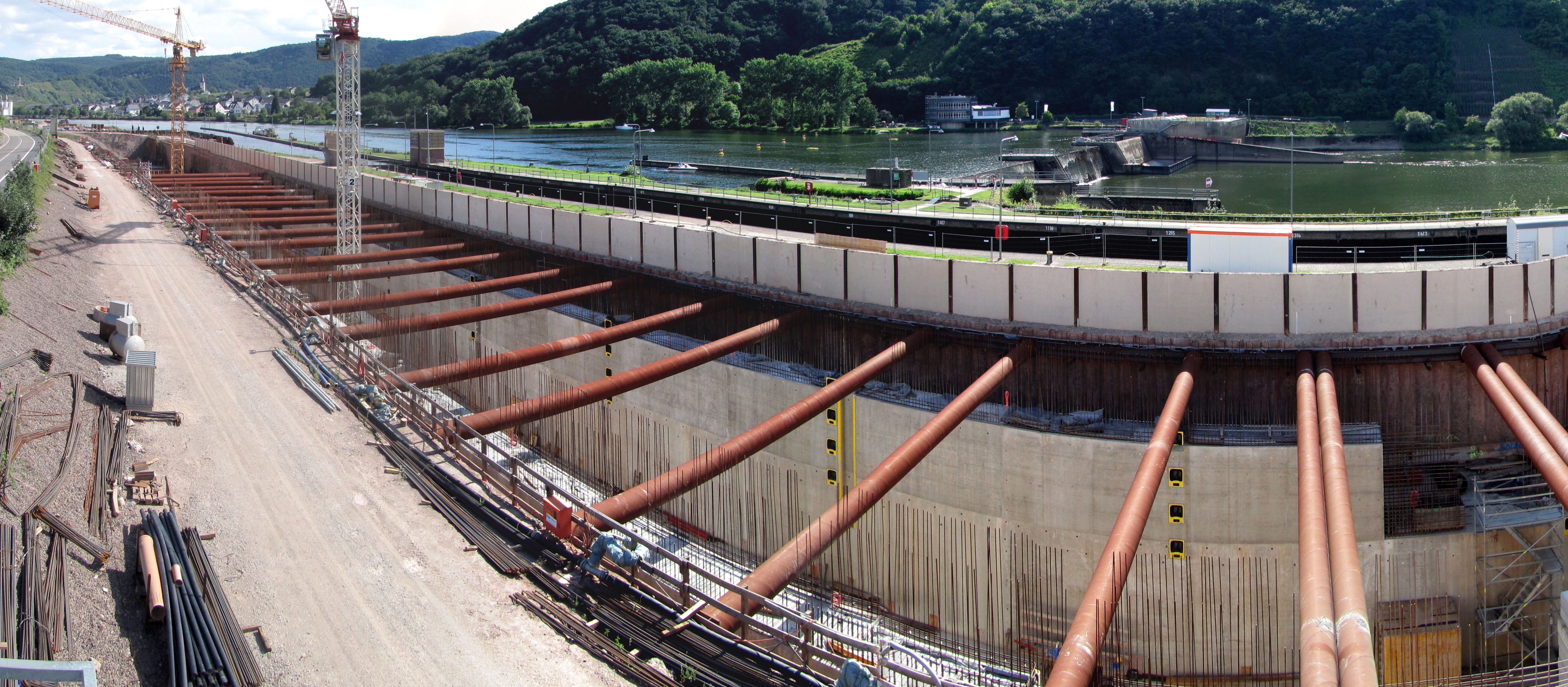
Bau einer weiteren Schleusenkammer 2009